# 大分県道218号別府山香線
大分県道218号別府山香線（おおいたけんどう218ごう べっぷやまがせん）は、大分県別府市から由布市に至る一般県道である。

## 概要
別府市大字南立石から速見郡日出町大字南畑に至る。路線名は別府山香線だが実際の終点は杵築市山香町ではなく速見郡日出町である。
2015年（平成27年）12月28日、別府市大字内竈で整備を進めてきたバイパスが開通した。また、このバイパスとは別に東九州自動車道別府湾SICと国道500号につながるバイパスがある。

### 路線データ
- 起点：大分県別府市大字南立石[1]（鶴見地獄先交差点、大分県道52号別府庄内線交点）
- 終点：大分県速見郡日出町大字南畑[1]（大分県道24号日出山香線交点）

## 歴史
- 1921年（大正10年）12月 - 起点 - 別府市大字内竈の区間が地獄循環道路の一部として開通。
- 1993年（平成5年）5月11日 - 建設省から、県道別府山香線の一部を日出山香線として主要地方道に指定される[3]。
- 2015年（平成27年）12月28日 - 15時、別府市大字内竈で整備を進めてきたバイパス（延長850 m）が開通[4]。

## 路線状況

### 道路施設

#### 橋梁
- 古戦場橋（境川、別府市）
- 御門橋（春木川、別府市）
- 柴石橋（柴石川、別府市）
- 竈橋（柴石川、別府市）
- 赤池橋（新川、別府市）

#### トンネル
- 野田トンネル：延長139 m、1977年（昭和52年）竣工、別府市

## 地理

### 通過する自治体
- 別府市
- 速見郡日出町

### 交差する道路
| 交差する道路                                      | 市町村名 | 市町村名 | 交差する場所 | 交差する場所                                                                              |
| ------------------------------------------------- | -------- | -------- | ------------ | ----------------------------------------------------------------------------------------- |
| 大分県道52号別府庄内線                            | 別府市   | 別府市   | 大字南立石   | 鶴見地獄先交差点 / 起点                                                                   |
| 国道500号 大分県道・熊本県道11号別府一の宮線 重複 | 別府市   | 別府市   | 大字鶴見     | 鉄輪温泉入口交差点                                                                        |
| 大分県道642号鉄輪亀川線                           | 別府市   | 別府市   | 大字内竈     |                                                                                           |
| 大分県道218号別府山香線 / バイパス                | 別府市   | 別府市   | 大字平道     |                                                                                           |
| 大分県道24号日出山香線                            | 速見郡   | 日出町   | 大字南畑     | 終点                                                                                      |
| バイパス                                          |          |          |              |                                                                                           |
| 大分県道218号別府山香線 / 現道                    | 別府市   | 別府市   | 大字平道     | バイパス起点                                                                              |
| E10 東九州自動車道                                | 別府市   | 別府市   | 大字内竈     | 10-1 別府湾SIC                                                                            |
| 国道500号                                         | 別府市   | 別府市   | 大字内竈     | バイパス終点【北緯33度20分15.8秒 東経131度27分35.7秒 / 北緯33.337722度 東経131.459917度】 |

### 沿線
- 鶴見地獄
- 別府市立南立石小学校
- 国立病院機構西別府病院
- 大分県立別府支援学校鶴見校
- 別府発達医療センター別府整肢園
- 新別府病院
- 別府市立朝日小学校
- 鉄輪温泉
- 国立病院機構別府医療センター
- 日出町立南端小学校
- E10 東九州自動車道 9-4 速見IC
- ＡＰＵ立命館アジア太平洋大学※バイパス部

## 別名
- つるりん通り（別府市）